# 查尔斯·奥尔斯顿·柯林斯
查尔斯·奥尔斯顿·柯林斯（Charles Allston Collins，1828年1月25日—1873年4月9日），英国画家、作家，他和同一时代的前拉斐尔派画家交往密切，其作品《伯伦加莉亚的担忧》和《修女的沉思》都具有该派艺术的特点，多用宗教象征，注重细节描绘，所用色彩强烈，特别是后者，被认为是该派的代表画作之一。

## 早年生活

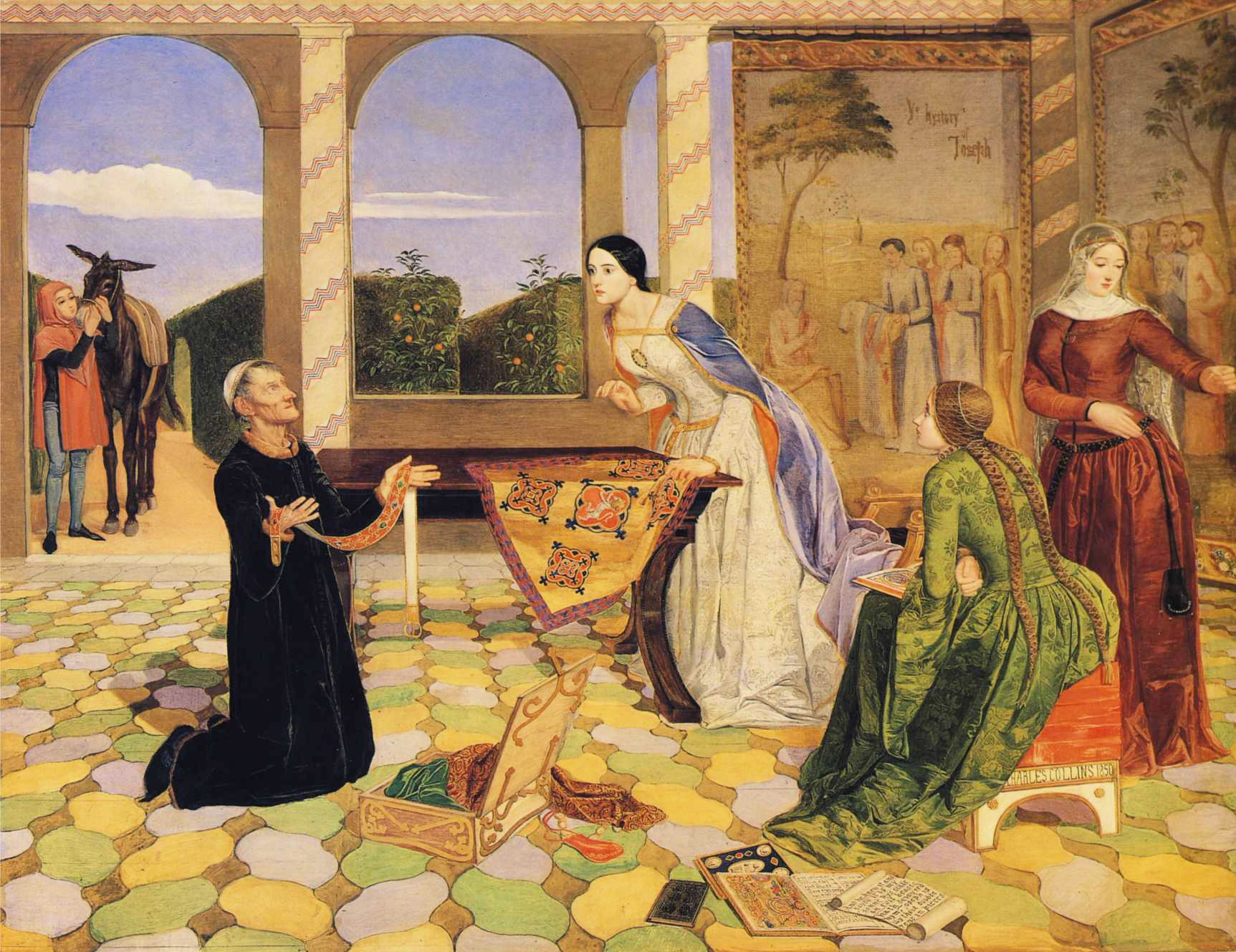
伯伦加莉亚的担忧

查尔斯·柯林斯生于伦敦市内的汉普斯泰德，当时此区所居多为文艺界人士。他父亲是当时很有名的风景画家威廉·柯林斯，哥哥则是后来以名作《月亮宝石》和《白衣女人》闻名于世的小说家威尔基·柯林斯。查尔斯幼年在位于兰开夏郡的英国最大天主教学校之一的斯通尼赫斯特学院接受教育。

## 绘画生涯

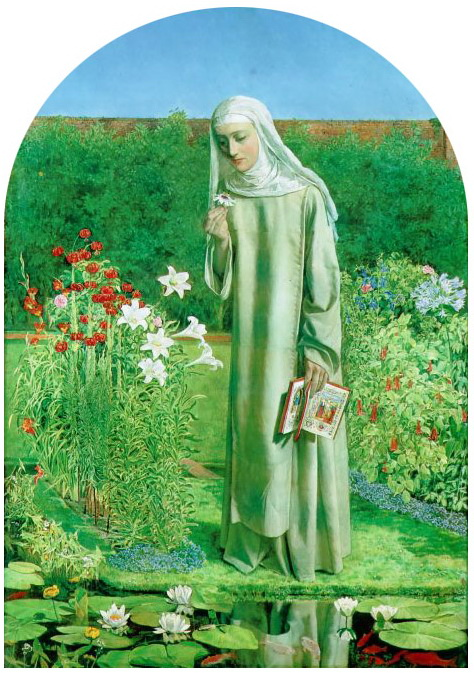
柯林斯的代表作《修女的沉思》

1843年起他在皇家美术学院学习，前拉斐尔派创始人之一的约翰·艾佛雷特·米莱和威廉·霍尔曼·亨特都是同学校的高年级学生，他们成为了很好的朋友，受他们的影响，他于1850年完成了《伯伦加莉亚的担忧》（Berengaria's Alarm）。此画作描绘了“狮心王”查理一世的妻子看到商人捧出自己丈夫的腰带时，感到惊慌的情景。这部画作色彩鲜明，十分注重细节描绘，使用打开的圣经的章节来象征发生的事件的性质，有着强烈的前拉斐尔派风格，米莱认为应该接纳他进入前拉斐尔兄弟会，但由于托马斯·沃纳和威廉·迈克尔·罗塞蒂反对，柯林斯没有成为该派正式的成员，但始终保持着和米莱以及亨特的友谊，三人常共同出去写生作画。
查尔斯·柯林斯曾爱上玛丽亚·罗塞蒂，但遭到拒绝。这使他的作品变得更加内省，他于1850—1851年完成了他最著名的画作《修女的沉思》（Convent Thoughts），在皇家美术学院展出，此画源于米莱的构思，是根据《旧约·雅歌》中的诗句“宛如百合在荆棘之中”来描绘一位在草木中正有所思的修女，她一手持一本打开的，印有圣母像的弥撒用圣书，另一手持一朵象征耶稣受难的西番莲，画家借此反映修女内心的沉思与自省。画作是在画家朋友托马斯·康比的花园所创作，对修女周围的各种水生陆生植物的细节描绘的非常细致，著名评论家约翰·拉斯金对这一点十分赞扬，表示“真希望这幅画是属于我的”。之后柯林斯的主要作品还有《匈牙利的圣伊丽莎白的虔诚童年》（1852）和《1854年的丰收》

## 文学创作与去世
1855年之后查尔斯·柯林斯放弃了绘画，开始和他的兄长一样，从事文学写作。他的作品都发表在查尔斯·狄更斯所办的《年鉴杂志》上。1862年他的随笔集《乘车旅行》出版，受到好评。他比较成功的作品有小说《斯特拉斯坎》和幽默短文集《目击》。
1860年，查尔斯·柯林斯和查尔斯·狄更斯的小女儿凯特·皮鲁吉尼结婚，并曾为狄更斯未完成的最后一部小说《埃德温·德鲁德之谜》设计封面。1873年他因胃癌去世，老友亨特为他画了遗像，他葬于伦敦的布劳姆顿公墓。